# 靈王陵
靈王陵是中国东周周灵王的陵墓，位于河南省洛阳市西南6公里孙旗屯乡土桥沟村周山森林公园内。因山为陵，高耸孤冢。封土周长420米，高50米。墓前立石碑一通，上书“周灵王陵”。

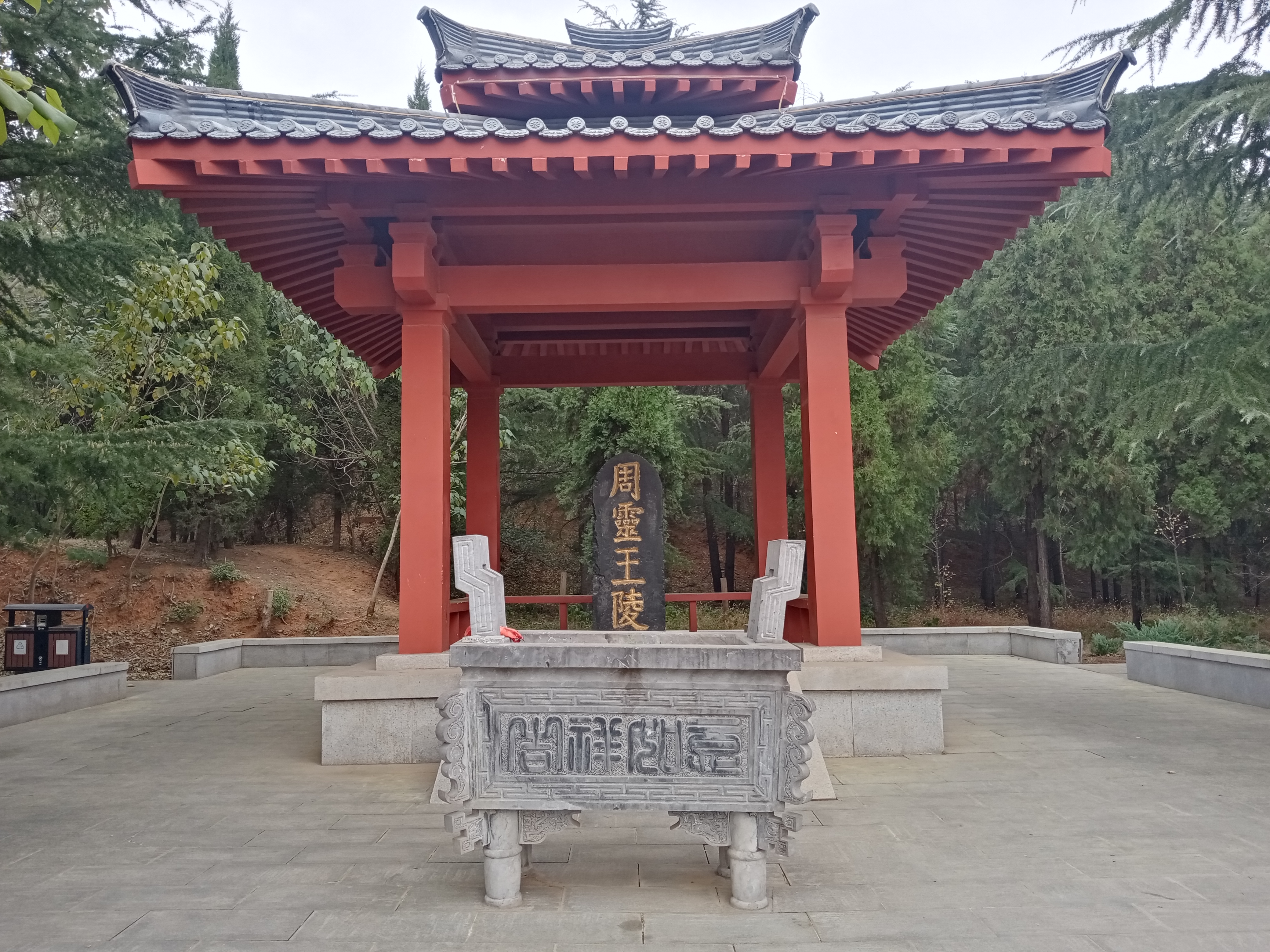
周灵王陵碑亭